# Susan Stryker

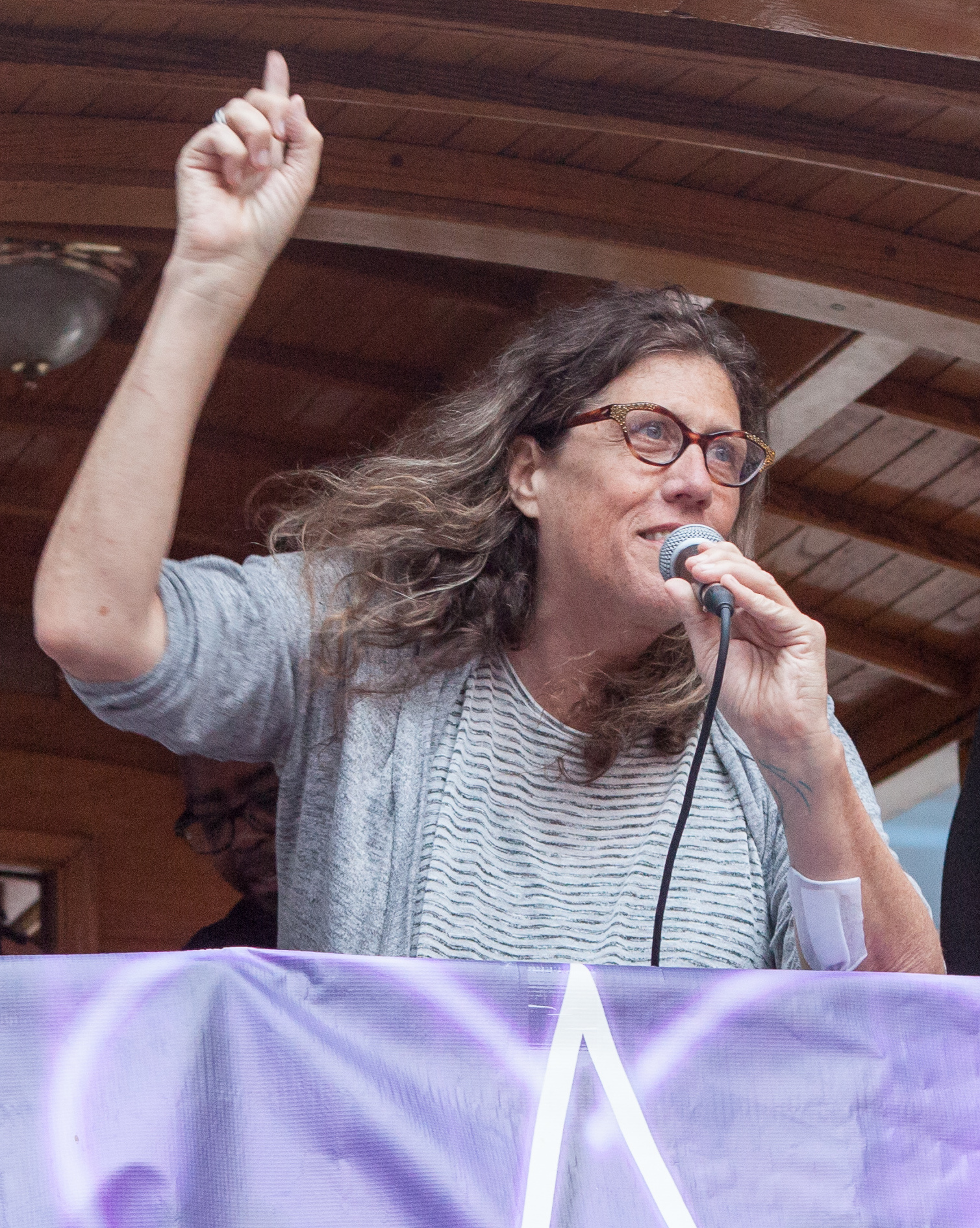
Susan Stryker

Susan Stryker (geboren 1961) ist eine US-amerikanische Historikerin, Sozialwissenschaftlerin, Filmemacherin und Transgender-Aktivistin. Sie ist Professorin für Gender Studies an der University of Arizona und leitet dort das Institut für LGBT-Studien. Sie gilt als eine der maßgeblichen Wissenschaftlerinnen im Bereich der Transgender-Studien.

## Leben
Susan O’Neal Stryker schloss ihren Bachelor an der University of Oklahoma 1983 ab. Sie erhielt ihren PhD 1992 in US-amerikanischer Geschichte an der University of California, Berkeley mit der Doktorarbeit Making Mormonism: A Critical and Historical Analysis of Cultural Formation und war im Anschluss von 1998 bis 2000 Postdoc an der Stanford University in Sexualitätsstudien. Ihre erste Professur hatte sie an der Indiana University.
1992 war sie Mitbegründerin der Aktivistengruppe Transgender Nation.
Ab 2011 war sie Professorin an der University of Arizona, zu der sie gewechselt ist, weil diese ihr die Leitung des Instituts für LGBT-Studien anbot. Als Stryker ein Angebot einer prestigeträchtigeren Universität bekam, warb die University of Arizona, sie zu behalten, und gab ihr die Möglichkeit, Transgender-Studien an der Universität auszubauen. Seitdem sind mehrere Stellen hierfür geschaffen worden und ihre Initiative führte zum weltweit ersten Masterprogramm in Transgender-Studien. 2016 legte sie ihre Position als Leiterin des Instituts für LGBT-Studien nieder, um an einem Buchprojekt zu arbeiten.
Gemeinsam mit Paisley Currah gründete sie 2014 TSQ: Transgender Studies Quarterly, die erste sozialwissenschaftliche Fachzeitschrift innerhalb der Transgender-Studien.
Stryker ist selbst eine transgeschlechtliche Frau. Sie identifiziert sich als lesbisch.

## Auszeichnungen
- San Francisco / Northern California Emmy Awards 2005 für Screaming Queens: The Riot at Compton's Cafeteria
- Lambda Literary Award 2006 für The Transgender Studies Reader
- Ruth Benedict Book Prize 2013 für The Transgender Studies Reader 2[2]

## Werke
- Gay by the Bay: A History of Queer Culture in the San Francisco Bay Area. 1996.
- Queer Pulp: Perverted Passions from the Golden Age of the Paperback. 2001.
- The Transgender Studies Reader. 2006 (gemeinsam mit Stephen Wittle).
- Transgender History. 2008.
- The Transgender Studies Reader 2. 2013.

## Filmografie
- 2005: Screaming Queens: The Riot at Compton's Cafeteria (gemeinsam mit Victor Silverman)
- 2009: Forever's Gonna Start Tonight
- 2013: Christine in the Cutting Room
- 2020: Disclosure: Trans Lives on Screen
- 2020: No Ordinary Man (film)|No Ordinary Man
- 2021: The Lady and the Dale
- 2021: Pride (amerikanische TV-Serie)